# Janet Mensah
Janet Mensah (* 25. Juni 1998) ist eine ghanaische Leichtathletin, die sich auf den Sprint spezialisiert hat.

## Sportliche Laufbahn
Erste internationale Erfahrungen sammelte Janet Mensah im Jahr 2017, als sie bei der Sommer-Universiade in Taipeh mit 12,17 s in der ersten Runde im 100-Meter-Lauf ausschied. 2024 belegte sie bei den Afrikaspielen in Accra in 23,45 s den vierten Platz im 200-Meter-Lauf und gewann mit der ghanaischen 4-mal-100-Meter-Staffel in 44,21 s gemeinsam mit Mary Boakye, Doris Mensah und Halutie Hor die Bronzemedaille hinter den Teams aus Nigeria und Liberia.

## Persönliche Bestzeiten
- 100 Meter: 11,88 s (−0,9 m/s), 21. Mai 2022 in Cape Coast
- 200 Meter: 23,45 s (−2,6 m/s), 22. März 2024 in Accra